# Lista celor mai înalte turnuri gemene din lume

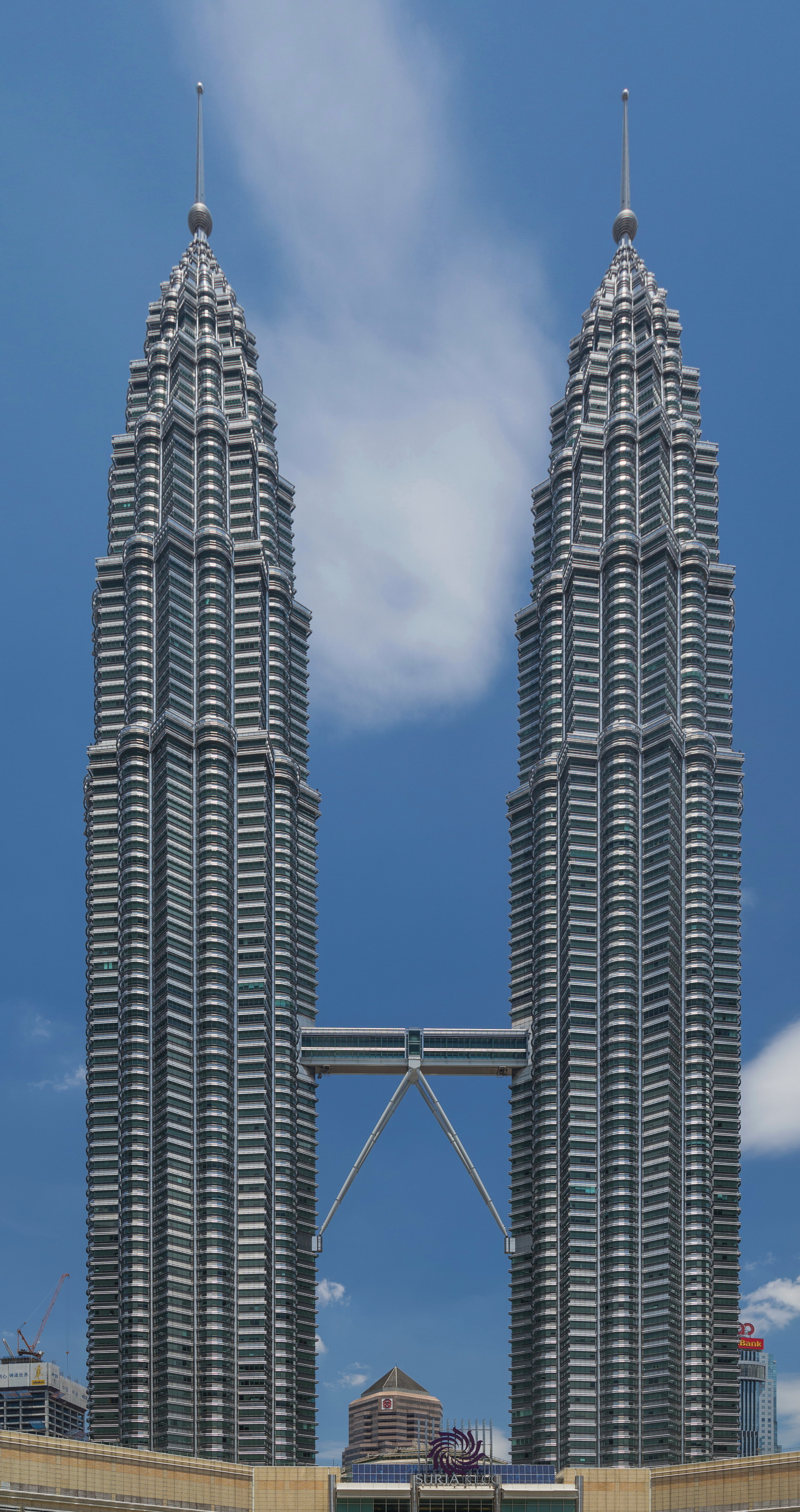
Petronas Twin Towers, cele mai înalte turnuri gemene din lume în 2025

Lista celor mai înalte turnuri gemene din lume clasifică cele mai înalte ansambluri arhitectonice formate din elemente (clădiri) separate identice sau asemănătoare.
Deși în practică clădirile înalte („zgârie-nori”) sunt denumite turnuri, din punct de vedere tehnic cele două tipuri de structuri se diferențiază. În conformitate cu definițiile Consiliului pentru clădiri înalte și habitat urban (Council on Tall Buildings and Urban Habitat - CTBUH) clădirile se caracterizează prin faptul că cel puțin 50% din suprafața acestora este spațiu ocupabil. 
În tabel sunt incluse clădirile finalizate, existente, cu o înălțime de cel puțin 100 de metri. Ordinea este descrescătoare, în funcție de înălțimea arhitecturală, excluzându-se eventualele construcții suplimentare instalate deasupra acoperișului, astfel încât valorile înălțimii zgârie-norilor pot fi diferite față de cele din Lista celor mai înalte clădiri din lume unde clasificarea s-a făcut în funcție de înălțimea totală a clădirii. Tabelul include două secțiuni, prima incluzând ansamblurile arhitecturale formate din două turnuri, iar cea de-a doua pentru cele formate din mai mult de două turnuri.
Din 1996, cele mai înalte turnuri gemene din lume sunt Petronas Twin Towers din Kuala Lumpur, cu o înălțime de 451,9 metri. Cele mai înalte turnuri gemene care au fost demolate sunt turnurile World Trade Center din New York City, cu o înălțime de 417 metri, distruse în urma atentatelor teroriste din 11 septembrie 2001, ele reprezentând cea mai înaltă clădire ocupată din lume care a fost demolată. Anterior, turnurile World Trade Center au deținut titlurile de „cele mai înalte turnuri din lume” între 1970 și 1973 și „cele mai înalte turnuri gemene din lume” între 1971 și 1996.

## Lista celor mai înalte turnuri gemene din lume
| Imagine                                                                                | Nume | Țară                                               | Oraș                   | Înălțime (m) | Niveluri (per turn) | Observații |
|                                                                                        | |                                                    |                        |              |                     | |
| -------------------------------------------------------------------------------------- | --- | -------------------------------------------------- | ---------------------- | ------------ | ------------------- | --- |
|                                                                                        | Petronas Twin Towers (în malaieză Menara Berkembar Petronas)                                                                        | Kuala Lumpur                                       | Malaysia               | 451,9        | 88/88               | Cele mai înalte turnuri gemene din lume, cea mai înaltă clădire din lume la inaugurare                                               |
|                                                                                        | JW Marriott Marquis Dubai (în arabă جيه دبليو ماريوت ماركيز دبي, transliterat: jyh dabilyu mariut markiz dubay)                     | Dubai                                              | Emiratele Arabe Unite  | 355          | 77/77               | Cele mai înalte turnuri gemene din Emiratele Arabe Unite.                                                                            |
|                                                                                        | Emirates Towers (în arabă أبراج الإمارات), transliterat: 'Abraj al'iimarat)                                                         | Dubai                                              | Emiratele Arabe Unite  | 354          | 54/56               | |
|                                                                                        | Guiyang International Trade Center (în chineză: 贵阳国际贸易中心, transliterat: Guìyáng guójì màoyì zhōngxīn)                       | Guiyang                                            | China                  | 335          | 74/74               | Cele mai înalte turnuri gemene din China                                                                                             |
|                                                                                        | One Za'abeel (în arabă ون زعبيل, transliterat: Wan zaebil)                                                                          | Dubai                                              | Emiratele Arabe Unite  | 330          | 67/57               | |
|                                                                                        | Hangzhou Century Center (în chineză: 杭州世纪中心, transliterat: Hángzhōu shìjì zhōngxīn)                                           | Hangzhou                                           | China                  | 304          | 64/64               | |
|                                                                                        | Orașul capitalelor (în rusă Город столиц, transliterat: Gorod stoliț)                                                               | Moscova                                            | Rusia                  | 301          | 76/65               | Cele mai înalte turnuri gemene din Europa                                                                                            |
| Artists rendering of Lusail Towers and Commercial Boulevard in the center.jpg          | Turnurile Lusail Plaza (în arabă أبراج لوسيل بلازا, transliterat: 'Abraj lusil blaza)                                               | Lusail                                             | Qatar                  | 301          | 68/68               | Cele mai înalte turnuri gemene din Qatar                                                                                             |
|                                                                                        | Yachthouse Residence Club | Balneario Camboriu                                 | Brazilia               | 295          | 81/81               | Cele mai înalte turnuri gemene din America                                                                                           |
|                                                                                        | The Astaka | Johor Bahru, Johor                                 | Malaysia               | 278,8        | 67/72               | Cele mai înalte turnuri gemene din Johor                                                                                             |
|                                                                                        | The Cullinan (în chineză: 天璽, transliterat: Tiān xǐ)                                                                              | Hong Kong                                          | China                  | 270          | 68/68               | |
|                                                                                        | Business Central Towers (în arabă أبراج الأعمال المركزية, transliterat: 'Abraj al'aemal almarkazia)                                 | Dubai                                              | Emiratele Arabe Unite  | 265          | 53/53               | |
|                                                                                        | Grand Gateway Plaza 66 (în chineză: 港汇恒隆广场, transliterat: Gǎnghuì hénglóng guǎngchǎng)                                        | Shanghai                                           | China                  | 262          | 52/52               | |
|                                                                                        | Bahrain Financial Harbour (în arabă مرفأ البحرين المالي, transliterat: Marfa albahrayn almalii)                                     | Manama                                             | Bahrain                | 260          | 53/53               | Cele mai înalte turnuri gemene din Bahrain                                                                                           |
|                                                                                        | Turnurile Imperial (în engleză The Imperial Towers)                                                                                 | Mumbai                                             | India                  | 256          | 60/60               | Cele mai înalte turnuri gemene din India                                                                                             |
|                                                                                        | One Avighna Park (în tamilă ஒன் அவிக்னா பார்க், transliterat: Oṉ avikṉā pārk)                                                              | Mumbai                                             | India                  | 251,3        | 61/61               | |
|                                                                                        | Carlton Downtown (în arabă كارلتون داون تاون, transliterat: Karltun dawn tawn)                                                      | Dubai                                              | Emiratele Arabe Unite  | 250          | 49/49               | |
|                                                                                        | One9Five Asoke-Rama 9 | Bangkok                                            | Thailanda              | 248          | 61/61               | Cele mai înalte turnuri gemene din Thailanda                                                                                         |
|                                                                                        | Aykon City | Dubai                                              | Emiratele Arabe Unite  | 246          | 63/63               | |
|                                                                                        | Turnurile Nakheel (în arabă برج النخيل, transliterat: Burj alnakhil)                                                                | Doha                                               | Qatar                  | 245          | 58/58               | |
|                                                                                        | The Vogue Suites | Kuala Lumpur                                       | Malaysia               | 243          | 63/63               | |
|                                                                                        | Dalian Futures Plaza (în chineză: 大連期貨廣場, transliterat: Dàlián qíhuò guǎngchǎng)                                              | Dalian                                             | China                  | 243          | 53/53               | |
|                                                                                        | Altair (singaleză අල්ටයර්, transliterat: Alṭayar)                                                                                     | Colombo                                            | Sri Lanka              | 240          | 68/63               | |
| Manama Manama Skyline 15.jpg                                                           | Bahrain World Trade Center (în arabă مركز البحرين التجاري العالمي, transliterat: Markaz albahrayn altijarii alealamii)              | Manama                                             | Bahrain                | 240          | 50/50               | |
|                                                                                        | Harbour Plaza Residences | Toronto                                            | Canada                 | 237          | 67/63               | Cele mai înalte turnuri gemene rezidențiale din Canada și America de Nord                                                            |
|                                                                                        | Space Residency | Johor Bahru, Johor                                 | Malaysia               | 230          | 61/61               | |
|                                                                                        | Deutsche Bank Center | New York City                                      | Statele Unite          | 229          | 55/55               | Cele mai înalte turnuri gemene din Statele Unite                                                                                     |
|                                                                                        | One Shangri-La Place Twin Towers | Mandaluyong, Metro Manila                          | Filipine               | 227          | 64/64               | Cele mai înalte turnuri gemene din Filipine                                                                                          |
|                                                                                        | Torres Parque Central | Caracas                                            | Venezuela              | 225          | 56/56               | Cele mai înalte turnuri gemene din Venezuela                                                                                         |
|                                                                                        | Turnurile gemene BSA (în tagalog Kambal na Toreng BSA)                                                                              | Mandaluyong, Metro Manila                          | Filipine               | 221          | 55/55               | |
|                                                                                        | The Peak Twin Towers | Jakarta                                            | Indonezia              | 218          | 55/55               | |
|                                                                                        | CITIC Pacific HQ & Mandarin Oriental (în chineză: 浦江双辉大厦, transliterat: Pǔjiāng shuāng huī dàshà)                             | Shanghai                                           | China                  | 218          | 49/49               | |
|                                                                                        | Sheraton International Business Center (în chineză: 重庆喜来登大酒店, transliterat: Chóngqìng xǐláidēng dà jiǔdiàn)                 | Chongqing                                          | China                  | 218          | 42/42               | |
|                                                                                        | Arte Cheras | Kuala Lumpur                                       | Malaysia               | 215,9        | 41/41               | Cele mai înalte turnuri gemene din Kuala Lumpur                                                                                      |
|                                                                                        | Naza Towers | Kuala Lumpur                                       | Malaysia               | 215,5        | 50/38               | |
|                                                                                        | Tri Tower Residences | Johor Bahru, Johor                                 | Malaysia               | 215          | 54/54               | |
|                                                                                        | City National Plaza | Los Angeles                                        | Statele Unite          | 213,1        | 52/52               | |
| Tòa nhà Keangnam, Cầu Giấy, Hà Nội 001.jpg                                             | Turnurile Keangnam Landmark 72 ()în vietnameză Tòa nhà Keangnam                                                                     | Hanoi                                              | Vietnam                | 213          | 48/48               | Cele mai înalte turnuri gemene din Vietnam                                                                                           |
|                                                                                        | Two Shangri-La Place Twin Towers | Mandaluyong, Metro Manila                          | Filipine               | 212,88       | 60/60               | |
|                                                                                        | Turnurile Katara (în arabă أبراج كتارا, transliterat: 'Abraj katara)                                                                | Lusail                                             | Qatar                  | 211          | 40/40               | |
|                                                                                        | The Sentral Residences | Kuala Lumpur                                       | Malaysia               | 210          | 58/58               | |
|                                                                                        | Anthill Residence | Istanbul                                           | Turcia                 | 210          | 54/54               | Cele mai înalte turnuri gemene din Turcia                                                                                            |
|                                                                                        | Orchid Enclave | Mumbai                                             | India                  | 210          | 54/54               | |
|                                                                                        | Dolmen City (în urdu ڈولمین سٹی, transliterat: Dolmin sti)                                                                          | Karachi                                            | Pakistan               | 210          | 40/40               | Cele mai înalte turnuri gemene din Pakistan                                                                                          |
| The Muze by Hunza, George Town, Penang 2023.jpg                                        | Penang Muze @ PICC (în tamilă பினாங்கு மியூஸ் பிஐசிசி அடுக்ககம், transliterat; Piṉāṅku miyūs pi'aicici aṭukkakam)                                | George Town, Penang                                | Malaysia               | 205,5        | 52/58               | |
|                                                                                        | Berjaya Times Square | Kuala Lumpur                                       | Malaysia               | 203          | 48/48               | |
|                                                                                        | Turnul B al Maestria Condominiums                                                                                                   | Montreal                                           | Canada                 | 202          | 55/58               | Cele mai înalte turnuri gemene din Canada, inaugurate în 2024                                                                        |
|                                                                                        | Le Nouvel Towers | Kuala Lumpur                                       | Malaysia               | 200          | 49/49               | |
|                                                                                        | M City Condominiums | Mississauga, Ontario                               | Canada                 | 201          | 61/62               | |
|                                                                                        | Bankers Hall | Calgary                                            | Canada                 | 197          | 52/52               | Cele mai înalte turnuri gemene de birouri din Canada                                                                                 |
|                                                                                        | Turnurile Tokyo (în japoneză トーキョー・タワーズ, transliterat: Tōkyō tawāzu)                                                      | Tokyo                                              | Japonia                | 194          | 58/58               | Cele mai înalte turnuri gemene din Japonia                                                                                           |
|                                                                                        | Turnurile gemene Jesselton (în malaieză Menara Berkembar Jesselton)                                                                 | Kota Kinabalu                                      | Malaysia               | 192,1        | 56/56               | |
|                                                                                        | One Galaxy | Surabaya                                           | Indonezia              | 192          | 50/50               | |
|                                                                                        | Silverscape Residences | Malacca                                            | Malaysia               | 190,1        | 49/49               | |
|                                                                                        | Setia V Residences | George Town, Penang                                | Malaysia               | 189          | 48/38               | |
|                                                                                        | Arte S | George Town, Penang                                | Malaysia               | 186          | 51/41               | |
|                                                                                        | Centrul Lippo (în chineză: 力寶中心, transliterat: Lì bǎo zhōngxīn)                                                                 | Hong Kong                                          | China                  | 186          | 44/48               | |
|                                                                                        | Turnul A al Maestria Condominiums                                                                                                   | Montreal                                           | Canada                 | 184,7        | 55/58               | Cele mai înalte turnuri gemene din Canada, inaugurate în 2024                                                                        |
|                                                                                        | Turnurile Immigration și Revenue (în chineză: 入境事務大樓, transliterat: Rùjìng shìwù dàlóu; 稅務大樓, transliterat: Shuìwù dàlóu) | Hong Kong                                          | China                  | 181          | 49/49               | |
|                                                                                        | Banxin Gemini Garden Plaza (în chineză: 板信雙子星花園廣場, transliterat: Bǎn xìn shuāng zǐ xīng huāyuán guǎngchǎng)                | New Taipei                                         | Taiwan                 | 180          | 34/32               | |
|                                                                                        | Poarta Iordaniei (în arabă بوابة الأردن, transliterat: Bawaabat al'urdun)                                                           | Amman                                              | Iordania               | 180          | 44/44               | Cele mai înalte turnuri gemene din Iordania                                                                                          |
|                                                                                        | Absolute World | Mississauga, Ontario                               | Canada                 | 179,5        | 56/50               | |
|                                                                                        | Marina City | Chicago                                            | Statele Unite          | 179          | 65/65               | Cea mai înaltă structură din beton și cea mai înaltă clădire rezidențială din lume în 1968                                           |
|                                                                                        | Pacific Plaza Towers | Taguig, Metro Manila                               | Filipine               | 179          | 49/49               | |
|                                                                                        | Pacific Village | Panama City                                        | Panama                 | 179          | 47/47               | Cele mai înalte turnuri gemene din Panama                                                                                            |
|                                                                                        | Turnurile Lyfe (în ebraică מגדלי Lyfe, transliterat: Migdali Lyfe)                                                                  | Bnei Brak                                          | Israel                 | 175, 160     | 42/37               | |
|                                                                                        | Century Plaza Towers | Century City, Los Angeles                          | Statele Unite          | 174          | 44/44               | |
|                                                                                        | Concourse at Landmark Center | Sandy Springs, Georgia                             | Statele Unite          | 173,7        | 34/34               | |
|                                                                                        | Commerce Square | Philadelphia                                       | Statele Unite          | 172          | 41/41               | |
|                                                                                        | Renoir Towers | Buenos Aires                                       | Argentina              | 171,2        | 41/50               | Cele mai înalte turnuri gemene din Argentina                                                                                         |
|                                                                                        | Gurney Paragon | George Town, Penang                                | Malaysia               | 170          | 43/43               | |
|                                                                                        | Bosque Real Residences | Huixquilucan, México                               | Mexic                  | 170          | 42/42               | Cele mai înalte turnuri gemene din Mexic                                                                                             |
|                                                                                        | Jeju Dream Tower (în coreeană 제주드림타워, transliterat: Jeju deulim tawo)                                                         | Jeju                                               | Coreea de Sud          | 169          | 38/38               | Cele mai înalte turnuri gemene din Coreea de Sud                                                                                     |
|                                                                                        | Miramar Towers | Panama City                                        | Panama                 | 168          | 55/55               | |
|                                                                                        | Tekstilkent Plaza | Istanbul                                           | Turcia                 | 168          | 44/44               | |
|                                                                                        | Trump Palace și Trump Royale | Sunny Isles Beach, Florida                         | Statele Unite          | 168          | 43/43               | |
|                                                                                        | Jade Beach și Jade Ocean | Sunny Isles Beach, Florida                         | Statele Unite          | 167          | 52/51               | |
|                                                                                        | Tours Société Générale | Paris                                              | Franța                 | 167          | 37/37               | Cea mai înaltă clădire cu turnuri gemene din Uniunea Europeană după înălțimea arhitecturală și a doua după înălțimea totală          |
|                                                                                        | Mystic Point Panama | Panama City                                        | Panama                 | 166          | 44/44               | |
|                                                                                        | The Maritime | George Town, Penang                                | Malaysia               | 166          | 42/42               | |
|                                                                                        | Sevilla Towers | Panama City                                        | Panama                 | 165          | 49/49               | |
|                                                                                        | Selenium Twins | Istanbul                                           | Turcia                 | 165          | 34/34               | |
|                                                                                        | GA Twin Towers | Mandaluyong, Metro Manila                          | Filipine               | 165          | 30/30               | |
|                                                                                        | Murghab Twin Tower | Kuwait City                                        | Kuweit                 | 165          | 40/40               | Cele mai înalte turnuri gemene din Kuweit                                                                                            |
|                                                                                        | Far Eastern Plaza (în chineză: 遠企中心辦公大樓, transliterat: Yuǎn qǐ zhōngxīn bàngōng dàlóu)                                      | Taipei                                             | Taiwan                 | 164          | 41/41               | |
|                                                                                        | Villa Serena Home Club | Balneário Camboriú                                 | Brazilia               | 164          | 46/46               | |
|                                                                                        | Turnurile Mulieris (în spaniolă Torres Mulieris)                                                                                    | Buenos Aires                                       | Argentina              | 164          | 46/46               | |
|                                                                                        | The Latitude | George Town, Penang                                | Malaysia               | 161          | 43/43               | |
|                                                                                        | Turnurile Sunland 41 (în chineză: 森聯摩天41, transliterat: Sēn lián mótiān 41)                                                     | New Taipei                                         | Taiwan                 | 160,8        | 41/41               | |
|                                                                                        | 3 Residence | George Town, Penang                                | Malaysia               | 160          | 47/47               | |
|                                                                                        | Clădirile C11 și C12 din Noua Capitală Administrativă                                                                               | Noua Capitală Administrativă                       | Egipt                  | 160          | 28/28               | Cele mai înalte turnuri gemene din Africa                                                                                            |
|                                                                                        | Yihwa International Complex (în chineză: 西華富邦, transliterat: Xī huá fù bāng)                                                    | Taipei                                             | Taiwan                 | 160          | 45/45               | |
|                                                                                        | Turnurile Farului (în spaniolă Torres El Faro)                                                                                      | Buenos Aires                                       | Argentina              | 160          | 46/46               | |
|                                                                                        | Sky Towers | Kiev                                               | Ucraina                | 160          | 42/32               | Cele mai înalte turnuri gemene din Ucraina                                                                                           |
|                                                                                        | Turnurile HaArba'a (în ebraică מגדלי הארבעה, transliterat: Migdali harba'a)                                                         | Tel Aviv-Yafa                                      | Israel                 | 160          | 38/34               | |
|                                                                                        | Long-Bang World Trade Plaza (în chineză: 龍邦世貿大樓, transliterat: Lóng bāng shìmào dàlóu)                                        | Taichung                                           | Taiwan                 | 160          | 37/37               | |
|                                                                                        | Clădirile B și C Roppongi Hills (în japoneză 六本木ヒルズ, transliterat: Roppongi Hiruzu)                                           | Tokyo                                              | Japonia                | 159          | 43/43               | |
|                                                                                        | Turnurile Alon (în ebraică מגדלי אלון, transliterat: Migdali elon)                                                                  | Tel Aviv-Yafa                                      | Israel                 | 158          | 40/40               | |
|                                                                                        | Centrul Sabanci (în turcă Sabancı Center)                                                                                           | Istanbul                                           | Turcia                 | 158          | 39/34               | |
|                                                                                        | He-huan Landmark (în chineză: 合環Landmark, transliterat: Hé huán Landmark)                                                         | New Taipei                                         | Taiwan                 | 157          | 42/42               | |
|                                                                                        | Turnurile gemene ale Deutsche Bank (în germană Zwillingstürme der Deutschen Bank)                                                   | Frankfurt                                          | Germania               | 155          | 40/38               | Cele mai înalte turnuri gemene din Germania                                                                                          |
|                                                                                        | Clădirile C07 și C08 din Noua Capitală Administrativă                                                                               | Noua Capitală Administrativă                       | Egipt                  | 155          | 32/32               | |
|                                                                                        | Residences of College Park | Toronto                                            | Canada                 | 155          | 51/45               | |
|                                                                                        | City Residence | George Town, Penang                                | Malaysia               | 154          | 39/39               | |
|                                                                                        | Blue and Green Diamond | Miami Beach, Florida                               | Statele Unite          | 153          | 44/44               | |
|                                                                                        | Turnurile PSPF (în engleză PSPF Towers)                                                                                             | Dar es Salaam                                      | Tanzania               | 153          | 35/35               | Cele mai înalte turnuri gemene din Tanzania                                                                                          |
|                                                                                        | World Trade Center Colombo | Colombo                                            | Sri Lanka              | 152          | 40/40               | Cele mai înalte turnuri gemene din Sri Lanka                                                                                         |
|                                                                                        | The Modern | Fort Lee, New Jersey                               | Statele Unite          | 151          | 47/47               | Cele mai înalte turnuri gemene din New Jersey                                                                                        |
|                                                                                        | Salcedo Park Condominium | Makati, Metro Manila                               | Filipine               | 151          | 45/45               | |
|                                                                                        | Highwealth - City of Leadership (în chineză: 興富發華人匯, transliterat: Xìng fù fā huárén huì)                                     | Kaohsiung                                          | Taiwan                 | 150          | 38/38               | |
|                                                                                        | Turnurile Centre Square | Philadelphia                                       | Statele Unite          | 150          | 40/32               | |
|                                                                                        | Clădirile D02 și D03 din Noua Capitală Administrativă                                                                               | Noua Capitală Administrativă                       | Egipt                  | 150          | 44/44               | |
|                                                                                        | The Columns at Legazpi Village | Makati, Metro Manila                               | Filipine               | 150          | 41/41               | |
| Mumbai night skyline.jpg                                                               | World Trade Center Mumbai | Mumbai                                             | India                  | 150          | 30/26               | |
|                                                                                        | Torres del Poeta | La Paz                                             | Bolivia                | 150          | 36/34               | Cele mai înalte turnuri gemene din Bolivia                                                                                           |
|                                                                                        | Roccabella Condominiums | Montreal                                           | Canada                 | 147          | 40/40               | |
|                                                                                        | JuBi Building | Haga                                               | Țările de Jos          | 146          | 37/37               | Turnurile împart o clădire de bază de 10 etaje, un turn este acoperit cu cărămizi roșii, celălalt cu cărămizi albe                   |
|                                                                                        | First World Hotel & Plaza | Genting Highlands, Pahang                          | Malaysia               | 144,6        | 37/37               | |
|                                                                                        | Cantavil Premier | Ho Chi Minh                                        | Vietnam                | 144          | 36/36               | |
|                                                                                        | TAT Twin Towers | Istanbul                                           | Turcia                 | 143          | 42/32               | |
|                                                                                        | Hotel Koryo (în coreeană 고려호텔, transliterat: Golyeo hotel)                                                                      | Phenian                                            | Coreea de Nord         | 143          | 40/40               | Cele mai înalte turnuri gemene din Coreea de Nord                                                                                    |
|                                                                                        | Uphill Court | Istanbul                                           | Turcia                 | 143          | 42/32               | |
|                                                                                        | Turnurile 2 și 3 ale Metrocity Millennium                                                                                           | Istanbul                                           | Turcia                 | 143          | 35/35               | |
|                                                                                        | Turnurile Kaohsiung (în chineză: 夢萊茵, transliterat: Mèng láiyīn)                                                                 | Kaohsiung                                          | Taiwan                 | 142          | 35/35               | |
| Mirabilia Towers.jpg                                                                   | Turnurile Mirabilia (în spaniolă Mirabilia Palermo)                                                                                 | Buenos Aires                                       | Argentina              | 142          | 46/45               | |
|                                                                                        | Turnul Empire (în tamilă எம்பயர், transliterat: Empayar)                                                                              | Colombo                                            | Sri Lanka              | 142          | 37/35               | |
|                                                                                        | Turnurile Nile City (în arabă أبراج نايل سيتي, transliterat: 'Abraj nayil siti)                                                     | Cairo                                              | Egipt                  | 142          | 34/34               | |
|                                                                                        | Ocean Park Towers | Panama City                                        | Panama                 | 141          | 44/44               | |
|                                                                                        | Turnurile Yacht (în spaniolă Torres del Yacht)                                                                                      | Buenos Aires                                       | Argentina              | 140,8        | 44/44               | |
|                                                                                        | Turnurile Alto Palermo (în spaniolă Torres Alto Palermo)                                                                            | Buenos Aires                                       | Argentina              | 140          | 35/35               | |
|                                                                                        | Turnurile TOBB (în turcă TOBB Kuleleri)                                                                                             | Ankara                                             | Turcia                 | 140          | 34/34               | |
|                                                                                        | One Park Taipei (în chineză: 元利信義聯勤, transliterat: Yuánlì xìnyì lián qín)                                                     | Taipei                                             | Taiwan                 | 139,5        | 35/31               | |
|                                                                                        | Clădirea Gării Nangang (în chineză: 南港車站, transliterat: Nángǎng chēzhàn)                                                        | Taipei                                             | Taiwan                 | 138,3        | 30/30               | |
|                                                                                        | Veer Towers | Las Vegas                                          | Statele Unite          | 137          | 37/37               | Cele mai înalte turnuri gemene înclinate din lume la momentul inaugurării                                                            |
|                                                                                        | Turnurile Dolfines Guaraní (în spaniolă Torres Dolfines Guaraní)                                                                    | Rosario                                            | Argentina              | 136,5        | 42/42               | |
| Can ho Thao Dien pearl, cau Saigon , q2, Binh an, HO Chi Minh, Vietnam - panoramio.jpg | Thảo Điền Pearl | Ho Chi Minh                                        | Vietnam                | 136          | 38/38               | |
|                                                                                        | Grand Forever (în chineză: 由鉅大恆, transliterat: Yóu jùdà héng)                                                                   | Taichung                                           | Taiwan                 | 135          | 35/35               | |
|                                                                                        | GS Towers | Colombo                                            | Sri Lanka              | 135          | 36/30               | |
|                                                                                        | Turnurile Insignia (în engleză Insignia Towers)                                                                                     | Seattle                                            | Statele Unite          | 134          | 41/41               | |
|                                                                                        | Turnurile Proximus (în franceză Tours Proximus)                                                                                     | Bruxelles                                          | Belgia                 | 134          | 28/28               | Cele mai înalte turnuri gemene din Belgia                                                                                            |
|                                                                                        | Gurney Park | George Town, Penang                                | Malaysia               | 133          | 40/40               | |
|                                                                                        | Skyline Changhong (în chineză: 長虹天際, transliterat: Chánghóng tiānjì)                                                            | New Taipei                                         | Taiwan                 | 133          | 36/36               | |
|                                                                                        | TAT Towers Șișli | Istanbul                                           | Turcia                 | 130          | 26/26               | |
|                                                                                        | Turnul nordic 1120 Denny Way | Seattle                                            | Statele Unite          | 129,9        | 43/43               | Finalizat în 2022 |
|                                                                                        | Residencial del Bosque | Mexico City                                        | Mexic                  | 128          | 30/30               | Cele mai înalte turnuri gemene din Mexic                                                                                             |
|                                                                                        | Kempinski Residences Astoria | Istanbul                                           | Turcia                 | 127          | 27/27               | |
|                                                                                        | Turnul sudic 1120 Denny Way | Seattle                                            | Statele Unite          | 126,3        | 43/43               | Finalizat în 2022 |
|                                                                                        | Highlight Towers | München                                            | Germania               | 126          | 32/27               | |
|                                                                                        | Turnurile Nordice (în suedeză Norra tornen)                                                                                         | Stockholm                                          | Suedia                 | 125          | 36/33               | |
|                                                                                        | Imperio Residence | Malacca                                            | Malaysia               | 123,8        | 32/32               | |
| Riga - Flickr - Jorge Franganillo.jpg                                                  | Zunda Towers | Riga                                               | Letonia                | 123          | 31/30               | Cele mai înalte turnuri gemene din Letonia                                                                                           |
| Porte de bagnolet skyline.jpg                                                          | Tours Mercuriales | Paris                                              | Franța                 | 122          | 33/33               | Cea mai înaltă clădire cu turnuri gemene din Uniunea Europeană după înălțimea totală (175 m) și a treia după înălțimea arhitecturală |
|                                                                                        | Turnurile Enel (în italiană Torri Enel)                                                                                             | Napoli                                             | Italia                 | 122          | 33/33               | Cele mai înalte turnuri gemene din Italia                                                                                            |
|                                                                                        | Harbor Towers | Boston                                             | Statele Unite          | 121          | 40/40               | |
| Swiss Belhotel Tanjung Lumpur.jpg                                                      | Swiss Belhotel Kuantan & Imperium Residence                                                                                         | Kuantan, Pahang                                    | Malaysia               | 120          | 28/28               | |
|                                                                                        | Alem Plaza și Catalinas Plaza | Buenos Aires                                       | Argentina              | 120          | 32/29               | |
| Royal Park Tower.JPG                                                                   | Turnurile Parcului Regal (în singaleză රෝයල් පාක් කුළුණ, transliterat: Rōyal pāk kuḷuṇa)                                                  | Kotte                                              | Sri Lanka              | 120          | 25/25               | |
|                                                                                        | Turnurile Santa Cruz (în spaniolă Torres de Santa Cruz)                                                                             | Santa Cruz de Tenerife                             | Spania                 | 120          | 35/35               | Cele mai înalte turnuri gemene din Spania                                                                                            |
|                                                                                        | Hung Vuong Plaza | Ho Chi Minh                                        | Vietnam                | 120          | 29/29               | |
|                                                                                        | Sky City Tower | Hanoi                                              | Vietnam                | 120          | 31/31               | |
|                                                                                        | Turnurile Bulnes (în spaniolă Torres de Bulnes)                                                                                     | Buenos Aires                                       | Argentina              | 120          | 37/37               | |
| Bosmal City Center view from Čengić Vila II.jpg                                        | Bosmal City Center (în bosniacă Босмалов градски центар, transliterat: Bosmalov gradski centar)                                     | Sarajevo                                           | Bosnia and Herzegovina | 118          | 34/34               | Cele mai înalte turnuri gemene din Bosnia și Herțegovina                                                                             |
|                                                                                        | Turnurile Saverio și Francesco (în italiană Torri Saverio e Francesco)                                                              | Napoli                                             | Italia                 | 118          | 34/34               | |
|                                                                                        | Turnurile İș Bank 2 și 3 (în turcă Türkiye İş Bankası)                                                                              | Istanbul                                           | Turcia                 | 118          | 36/36               | |
| Megastar Stern Port of Tallinn 17 July 2017.jpg                                        | Swissôtel Tallinn | Tallinn                                            | Estonia                | 117          | 31/28               | Cele mai înalte turnuri gemene din Estonia                                                                                           |
| Rosslyn 2013 02.JPG                                                                    | Rosslyn Twin Towers | Arlington                                          | Statele Unite          | 116          | 31/31               | |
| HyattRegency-EmperorResidencies-02 - January2016.JPG                                   | Iceland Residencies | Colombo                                            | Sri Lanka              | 116          | 31/31               | |
| Cerro de las mitras Monterrey Mexico 4.jpg                                             | Oficinas en el Parque Torre 2 | Monterrey                                          | Mexic                  | 115          | 28/24               | |
| Vincom center, Saigon Vietnam - panoramio.jpg                                          | Vincom Center | Ho Chi Minh                                        | Vietnam                | 115          | 28/28               | |
| Twin Center, Boulevard Mohamed Zerktouni, Casablanca.JPG                               | Casablanca Twin Center (în arabă برجا الدار البيضاء, transliterat: Burja aldaar albayda')                                           | Casablanca                                         | Maroc                  | 115          | 28/28               | Cele mai înalte turnuri gemene din Maroc                                                                                             |
|                                                                                        | Poarta Europei (în spaniolă Puerta de Europa)                                                                                       | Madrid                                             | Spania                 | 115          | 26/26               | |
|                                                                                        | Gemelos 26 | Benidorm                                           | Spania                 | 114          | 33/33               | |
|                                                                                        | Torres d'Oboe | Benidorm                                           | Spania                 | 114          | 31/31               | |
| 0422 PARQUE DAS NAÇÕES 103.JPG                                                         | Turnurile Sf. Gabriel și Sf. Rafael (în portugheză Torres São Gabriel e São Rafael)                                                 | Lisabona                                           | Portugalia             | 110          | 32/32               | Cele mai înalte turnuri gemene din Portugalia                                                                                        |
|                                                                                        | The Centaurus (în urdu سَینٹورس, transliterat: Saintors)                                                                             | Islamabad                                          | Pakistan               | 110          | 32/32               | |
|                                                                                        | Ocean Club | Atlantic City                                      | Statele Unite          | 110          | 34/34               | |
|                                                                                        | Denver World Trade Center | Denver                                             | Statele Unite          | 109          | 28/29               | |
| Internationalfinancecentre.JPG                                                         | Port of Spain International Waterfront Centre                                                                                       | Port of Spain                                      | Trinidad and Tobago    | 108,8        | 27/27               | Cele mai înalte turnuri gemene din Trinidad și Tobago                                                                                |
|                                                                                        | Sky Office Tower | Zagreb                                             | Croatia                | 108          | 22/22               | Cele mai înalte turnuri gemene din Croația                                                                                           |
|                                                                                        | Turnurile Plaza San Marco și Plaza Bucale ((în spaniolă Torres Plaza San Marco y Plaza Bucale)                                      | Buenos Aires                                       | Argentina              | 107          | 36/34               | |
| Vista de la Plaza Giordano Bruno, Buenos Aires.jpg                                     | Turnurile Caballito Nuevo ((în spaniolă Torres Caballito Nuevo)                                                                     | Buenos Aires                                       | Argentina              | 106          | 35/35               | |
|                                                                                        | Tashkent City Mall Hotel | Tașkent                                            | Uzbekistan             | 105,7        | 30/29               | Cele mai înalte turnuri gemene din Uzbekistan                                                                                        |
|                                                                                        | Centrul Administrativ Rabobank (în neerlandeză Rabobank Bestuurscentrum)                                                            | Utrecht                                            | Țările de Jos          | 105          | 27/27               | |
|                                                                                        | Formosa Twin Towers | Taipei                                             | Taiwan                 | 104,97       | 30/30               | |
|                                                                                        | Complexul Juan Felipe Ibarra (în spaniolă Complejo Juan Felipe Ibarra)                                                              | Santiago del Estero, Provincia Santiago del Estero | Argentina              | 104,5        | 25/18               | |
|                                                                                        | Turnurile 2 și 3 ale Residencial Islamar                                                                                            | Benidorm                                           | Spania                 | 104          | 31/31               | |
|                                                                                        | Centro Simón Bolívar | Caracas                                            | Venezuela              | 103          | 25/25               | |
|                                                                                        | Turnurile 500 și 600 ale Renaissance Center (în engleză RenCen Towers 500 and 600)                                                  | Detroit                                            | Statele Unite          | 103          | 21/21               | |
|                                                                                        | De Hoge Heren | Rotterdam                                          | Țările de Jos          | 102          | 34/34               | |
| Queens Wharf Brisbane 1.jpg                                                            | Turnurile Queen's Wharf 2 și 3 (în engleză Queen's Wharf Tower 2 and 3)                                                             | Brisbane                                           | Australia              | 101          | 26/26               | Cele mai înalte turnuri gemene din Oceania                                                                                           |
|                                                                                        | Las Terrazas de Benidorm | Benidorm                                           | Spania                 | 101          | 30/30               | |
|                                                                                        | Residensi PR1MA Kampung Paloh A & B                                                                                                 | Ipoh, Perak                                        | Malaysia               | 100,9        | 31/31               | |
|                                                                                        | Gemelos 22 | Benidorm                                           | Spania                 | 100          | 33/33               | |
|                                                                                        | Turnurile Canning (în spaniolă Torres de Canning)                                                                                   | Buenos Aires                                       | Argentina              | 100          | 31/31               | |
|                                                                                        | Turnurile River View (în spaniolă Torres River View)                                                                                | Buenos Aires                                       | Argentina              | 100          | 31/31               | |
|                                                                                        | Turnurile Garibaldi (în italiană Torri Garibaldi)                                                                                   | Milano                                             | Italia                 | 100          | 25/25               | |
|                                                                                        | Turnurile Deneys Reitz (în engleză Deneys Reitz Towers)                                                                             | Sandton                                            | Africa de Sud          | 100          | 24/18               | Cele mai înalte turnuri gemene din Africa de Sud                                                                                     |
|                                                                                        | Turnurile Manantiales (în spaniolă Torres de Manantiales)                                                                           | Mar del Plata                                      | Argentina              | 100          | 29/29               | |

## Lista celor mai înalte ansambluri arhitecturale cu mai mult de două turnuri gemene din lume
| Imagine                                                                       | Nume                                                                                                   | Țară                            | Oraș                  | Înălțime (m) | Număr de turnuri | Niveluri (per turn)                                 | Stadiu                                                                  |
|                                                                               | |                                 |                       |              |                  |                                                     |                                                                         |
| ----------------------------------------------------------------------------- | --- | ------------------------------- | --------------------- | ------------ | ---------------- | --------------------------------------------------- | ----------------------------------------------------------------------- |
|                                                                               | The One                                                                                                | Colombo                         | Sri Lanka             | 420          | 3                | 95/91/65                                            | lucrări în desfășurare                                                  |
|                                                                               | Haeundae LCT The Sharp (în coreeană 해운대 엘시티 더샵, transliterat: Haeundae elsiti deosyab)         | Busan                           | Coreea de Sud         | 411,6        | 3                | 101/85/85                                           | construcție finalizată                                                  |
|                                                                               | Rustomjee Crown                                                                                        | Mumbai                          | India                 | 337          | 3                | 75/75                                               | lucrări în desfășurare                                                  |
|                                                                               | The Address Residence - Fountain Views                                                                 | Dubai                           | Emiratele Arabe Unite | 331          | 3                | 77/71/71                                            | construcție finalizată                                                  |
| Artists rendering of Lusail Towers and Commercial Boulevard in the center.jpg | Lusail Plaza Towers                                                                                    | Lusail                          | Qatar                 | 310          | 4                | 70/70/40/40                                         | lucrări finalizate                                                      |
|                                                                               | Capital Towers, Moscow City                                                                            | Moscova                         | Rusia                 | 295          | 3                | 67/68/67                                            | lucrări finalizate                                                      |
|                                                                               | Vietnam Financial Centre                                                                               | Ho Chi Minh                     | Vietnam               | 285          | 5                | 48/48                                               | proiect propus                                                          |
|                                                                               | Sorrento                                                                                               | Hong Kong                       | China                 | 256          | 5                | 81/73/71/69/67                                      | construcție finalizată                                                  |
|                                                                               | The Sail                                                                                               | Malacca                         | Malaysia              | 255          | 9                | 61/61/61/61/61/61/61/61/61                          | proiect propus                                                          |
|                                                                               | Grand Ion Majestic                                                                                     | Grand Ion City, Pahang          | Malaysia              | 253          | 3                | 50/45/50                                            | lucrări finalizate                                                      |
|                                                                               | Nile Business City Tower                                                                               | Noua Capitală Administrativă    | Egipt                 | 233          | 4                | 56/56/56/56                                         | lucrări în desfășurare                                                  |
|                                                                               | The Belcher's                                                                                          | Hong Kong                       | China                 | 227          | 6                | 63/63/63/63/63/61                                   | construcție finalizată                                                  |
|                                                                               | Turnurile Abraj Al Lulu (în arabă أبراج اللؤلؤ, transliterat: 'Abraj alluwlu)                          | Seef, Manama                    | Bahrain               | 200          | 3                | 50/50/40                                            | construcție finalizată                                                  |
|                                                                               | CityPlex Towers                                                                                        | Tulsa                           | Statele Unite         | 197,5        | 3                | 60/30/20                                            | construcție finalizată                                                  |
| Marina-bay-sands-wikipedia.jpg                                                | Marina Bay Sands                                                                                       | Singapore                       | Singapore             | 195          | 3                | 55/55/55                                            | construcție finalizată                                                  |
|                                                                               | Sunway Belfield                                                                                        | Kuala Lumpur                    | Malaysia              | 190          | 3                | 48/48/48                                            | lucrări în desfășurare                                                  |
|                                                                               | Neo Sky Dome                                                                                           | New Taipei                      | Taiwan                | 188          | 4                | 46/43/43/40                                         | construcție finalizată                                                  |
| Flame towers from Baku boulevard.JPG                                          | Flame Towers                                                                                           | Baku                            | Azerbaidjan           | 182          | 3                | 33/30/28                                            | construcție finalizată                                                  |
|                                                                               | Oberoi Esquire Towers                                                                                  | Mumbai                          | India                 | 181          | 3                | 53/53/53                                            | lucrări în desfășurare                                                  |
|                                                                               | Empire State Plaza                                                                                     | Albany, New York                | Statele Unite         | 180          | 5                | 44/23/23/23/23                                      | construcție finalizată                                                  |
|                                                                               | Arte Mont Kiara @ KL Metropolis                                                                        | Kuala Lumpur                    | Malaysia              | 175          | 3                | 35/52/36                                            | construcție finalizată                                                  |
|                                                                               | The Tenz Alor Setar                                                                                    | Alor Setar, Kedah               | Malaysia              | 171,9        | 4                | 40/29/19/11                                         | proiect propus                                                          |
|                                                                               | Farglory U-Town                                                                                        | New Taipei                      | Taiwan                | 166          | 4                | 39/37/35/35                                         | construcție finalizată                                                  |
|                                                                               | Turnurile 100, 200, 300 și 400 ale Renaissance Center (în engleză RenCen Towers 100, 200, 300 and 400) | Detroit                         | Statele Unite         | 159          | 4                | 39/39/39/39                                         | construcție finalizată                                                  |
|                                                                               | The Bridge                                                                                             | Phnom Penh                      | Cambodia              | 154          | 4                | 45/45/45/45                                         | construcție finalizată                                                  |
|                                                                               | Bridge Upto Zenith (în chineză: 世界花園橋峰, transliterat: Shìjiè huāyuán qiáo fēng)                  | New Taipei                      | Taiwan                | 146          | 4                | 37/35/33/31                                         | construcție finalizată                                                  |
|                                                                               | Le Parc Puerto Madero                                                                                  | Buenos Aires                    | Argentina             | 144          | 3                | 43/43/43                                            | construcție finalizată                                                  |
|                                                                               | Taipei Sky Dome                                                                                        | New Taipei                      | Taiwan                | 142          | 5                | 37/37/37/37/37                                      | construcție finalizată                                                  |
|                                                                               | Presidential Towers                                                                                    | Chicago                         | Statele Unite         | 141          | 4                | 49/49/49/49                                         | construcție finalizată                                                  |
|                                                                               | Taipei No.1 (în chineză: 麗寶之星T1, transliterat: Lì bǎo zhī xīng T1)                                 | New Taipei                      | Taiwan                | 140          | 3                | 37/36/36                                            | construcție finalizată                                                  |
|                                                                               | Diamond Towers (în chineză: 台北之星, transliterat: Táiběi zhī xīng)                                   | Taipei                          | Taiwan                | 134          | 3                | 31/30/30                                            | construcție finalizată                                                  |
|                                                                               | Turnurile Cevahir (în macedoneană Кули Џевахир, transliterat: Kuli Dževahir)                           | Skopje                          | Macedonia de Nord     | 130          | 4                | 40/40/40/40                                         | construcție finalizată                                                  |
| The Mezza Residences ^ SM City Sta Mesa - panoramio.jpg                       | Mezza Residences                                                                                       | Quezon City                     | Filipine              | 124,75       | 4                | 38/38/38/38                                         | construcție finalizată                                                  |
| Malecon stodomingo grupovopm.jpg                                              | Malecon Center                                                                                         | Santo Domingo                   | Republica Dominicană  | 122          | 3                | 31/31                                               | construcție finalizată                                                  |
|                                                                               | Melodi Perdana                                                                                         | Puncak Alam, Selangor           | Malaysia              | 116,1/ 104,1 | 4                | 21/21/17/17                                         | lucrări finalizate                                                      |
|                                                                               | Mall Obsidier Tower                                                                                    | Noua Capitală Administrativă    | Egipt                 | 115          | 3                | 29/27/25                                            | lucrări în desfășurare                                                  |
|                                                                               | The Centaurus (în urdu سَینٹورس, transliterat: Saintors)                                                | Islamabad                       | Pakistan              | 110          | 3                | 32/32                                               | construcție finalizată                                                  |
|                                                                               | Harmoni Elmina                                                                                         | Saujana Utama, Elmina, Selangor | Malaysia              | 100/ 101     | 3                | 19/19/20                                            | construcție finalizată                                                  |
|                                                                               | Havelock City Project                                                                                  | Colombo                         | Sri Lanka             |              | 8 (+1)           | Faza 1:22/22 Faza 2:22/22 Faza 3:28/28 Faza 4:31/31 | Fazele 1, 2: construcție finalizată Fazele 3, 4: lucrări în desfășurare |
|                                                                               | Park Gate Residence at Wasl1                                                                           | Dubai                           | Emiratele Arabe Unite |              | 4                | 55/50/40/31                                         | construcție finalizată                                                  |
|                                                                               | Keells OnThree20                                                                                       | Colombo                         | Sri Lanka             |              | 3                | 37/37/37                                            | lucrări în desfășurare                                                  |

## Lista celor mai înalte turnuri gemene din lume aflate în construcție
| Nume                                                                                | Țară                             | Oraș                  | Înălțime (m) | Niveluri (Turnul 1/ Turnul 2) | Stadiu                   | Observații                                                          |
|                                                                                     |                                  |                       |              |                               |                          |                                                                     |
| ----------------------------------------------------------------------------------- | -------------------------------- | --------------------- | ------------ | ----------------------------- | ------------------------ | ------------------------------------------------------------------- |
| Turnul Songdo Incheon (în coreeană 송도 인천타워, transliterat: Songdo incheontawo) | Incheon                          | Coreea de Sud         | 613          | 151/151                       | proiect abandonat        | Ar fi fost cele mai înalte turnuri gemene din lume                  |
| Thai Boon Roong Twin Tower World Trade Center                                       | Phnom Penh                       | Cambodgia             | 587          | 133/133                       | proiect abandonat        | Ar fi fost cele mai înalte clădiri din Asia de Sud Est              |
| Twin Towers 2                                                                       | New York City                    | Statele Unite         | 450          | 115/115                       | proiect amânat           | Ar fi fost cele mai înalte turnuri gemene din emisfera vestică      |
| Taipei Twin Towers                                                                  | Taipei                           | Taiwan                | 369          | 74/55                         | lucrări în desfășurare   |                                                                     |
| Gateway Towers                                                                      | Gandhinagar                      | India                 | 362          | 27/27                         | lucrări în desfășurare   |                                                                     |
| Galaxy World Towers                                                                 | Shenzhen                         | China                 | 356          | 71/71                         | lucrări în desfășurare   | Ar fi fost cele mai înalte turnuri gemene din China                 |
| Rustomjee Crown                                                                     | Mumbai                           | India                 | 337          | 75/75/75                      | lucrări în desfășurare   |                                                                     |
| Orchid Heights                                                                      | Mumbai                           | India                 | 328          | 80/80                         | lucrări suspendate       |                                                                     |
| Sumou Towers                                                                        | Jeddah                           | Arabia Saudită        | 322          | 71/62                         | lucrări în desfășurare   |                                                                     |
| Tours Hermitage                                                                     | Paris                            | Franța                | 320          | 86/85                         | proiect propus           |                                                                     |
| Lokhandwala Minerva                                                                 | Mumbai                           | India                 | 310          | 85/85                         | lucrări în desfășurare   |                                                                     |
| Indonesia One Towers                                                                | Jakarta                          | Indonezia             | 303          | 64/60                         | lucrări în desfășurare   | Ar fi cele mai înalte turnuri gemene din Indonezia                  |
| Sky link                                                                            | Mumbai                           | India                 | 301          | 85/85                         | proiect aprobat          |                                                                     |
| Vida Za'abeel                                                                       | Dubai                            | Emiratele Arabe Unite | 301,5        | 78/69                         | proiect propus           |                                                                     |
| Broadway Corridor Twin Towers                                                       | Portland, Oregon                 | Statele Unite         | 296          |                               | proiect amânat           | Ar fi cele mai înalte turnuri gemene din emisfera vestică           |
| India Bulls Sky Forest Tower                                                        | Mumbai                           | India                 | 276          | 80/60                         | lucrări în desfășurare   |                                                                     |
| Jolshiri Twin Towers                                                                | Dhaka                            | Bangladesh            | 270          | 65/65                         | lucrări în desfășurare   |                                                                     |
| 338 Pitt Street                                                                     | Sydney                           | Australia             | 260          | 80/80                         | proiect propus           |                                                                     |
| Three Sixty West                                                                    | Mumbai                           | India                 | 260          | 52/66                         | lucrări în desfășurare   |                                                                     |
| NEB Towers                                                                          | Kotte                            | Sri Lanka             | 256          | 70/70                         | proiect suspendat        |                                                                     |
| Bhoomi Celestia                                                                     | Mumbai                           | India                 | 250          | 40/40                         | lucrări în desfășurare   |                                                                     |
| Queens Place                                                                        | Melbourne                        | Australia             | 249          | 79/79                         | lucrări în desfășurare   | Turnul nordic a fost inaugurat în 2021                              |
| Royal One                                                                           | Phnom Penh                       | Cambodgia             | 240          | 62/62                         | proiect propus           |                                                                     |
| Spirit of Saigon                                                                    | Ho Chi Minh                      | Vietnam               | 240          | 55/48                         | lucrări în desfășurare   |                                                                     |
| Shibaura 1-Chome Rebuilding Project                                                 | Tokyo                            | Japonia               | 230          | 43/42                         | lucrări în desfășurare   |                                                                     |
| One Shangri-la Place                                                                | Mandaluyong, Metro Manila        | Filipine              | 229          | 64/64                         | lucrări în desfășurare   |                                                                     |
| Nishishinjuku 3 Chome West Redevelopment                                            | Tokyo                            | Japonia               | 221          | 62/61                         | proiect propus           |                                                                     |
| Vien Dong Meridian                                                                  | Da Nang                          | Vietnam               | 220          | 48/48                         | lucrări în desfășurare   |                                                                     |
| Quara Manufacturing PLC Towers                                                      | Addis Abeba                      | Etiopia               | 219          | 44/30                         | proiect propus           |                                                                     |
| Karachi Financial Towers                                                            | Karachi                          | Pakistan              | 215          | 45/45                         | lucrări în desfășurare   |                                                                     |
| Gold Tower 47                                                                       | Phnom Penh                       | Cambodgia             | 211          | 47/47                         | lucrări în desfășurare   |                                                                     |
| Sanya Towers                                                                        | Amman                            | Iordania              | 200          | 50/50                         | proiect abandonat        |                                                                     |
| Xinyanzhao Fortune Center                                                           | Shijiazhuang, Hebei              | China                 | 186,8        | 46/46                         | lucrări în desfășurare   |                                                                     |
| Nua Interlomas                                                                      | Huixquilucan, México             | Mexic                 | 180          | 47/47                         | lucrări în desfășurare   | Ar fi cele mai înalte turnuri gemene din Mexic                      |
| The Gate Tower                                                                      | New Alamein, Guvernoratul Matruh | Egipt                 | 170          | 44/44                         | lucrări în desfășurare   | Ar fi cele mai înalte turnuri gemene din Africa                     |
| Vauxhall Square                                                                     | Londra                           | Regatul Unit          | 168          | 49/49                         | lucrări în desfășurare   |                                                                     |
| The Destiny Mall & Residency                                                        | Colombo                          | Sri Lanka             | 160          | 44/44                         | lucrări în desfășurare   |                                                                     |
| Limketkai Hotel                                                                     | Cagayan de Oro, Mindanao         | Filipine              | 159          | 36/19                         | lucrări în desfășurare   |                                                                     |
| Ocean View Residences                                                               | Colombo                          | Sri Lanka             | 152          | 47/47                         | lucrări în desfășurare   |                                                                     |
| Swissotel Towers                                                                    | Guayaquil                        | Ecuador               | 145          | 40/40                         | proiect propus           |                                                                     |
| Dawson Grand                                                                        | Colombo                          | Sri Lanka             | 140          | 42/42                         | lucrări în desfășurare   |                                                                     |
| James Monroe Building                                                               | Richmond, Virginia               | Statele Unite         | 136,9        | 29                            | proiect realizat parțial | Proiectul prevedea două turnuri, doar unul a fost inaugurat în 1981 |
| Melodi Perdana                                                                      | Puncak Alam, Selangor            | Malaysia              | 116,1/ 104,1 | 21/21/17/17                   | construcție la roșu      | Complexul constă în două perechi de turnurii gemene                 |
| OIA Tower                                                                           | Noua Capitală Administrativă     | Egipt                 | 111          | 30/30                         | lucrări în desfășurare   |                                                                     |
| Double Two Tower                                                                    | Noua Capitală Administrativă     | Egipt                 | 103          | 23/23                         | lucrări în desfășurare   |                                                                     |

## Lista celor mai înalte turnuri gemene din lume în funcție de continent
| Continent       | Imagine                     | Nume                                                                    | Înălțime (m) | Niveluri (per turn) | An   | Țară       | Oraș                         |
|                 |                             |                                                                         |              |                     |      |            |                              |
| --------------- | --------------------------- | ----------------------------------------------------------------------- | ------------ | ------------------- | ---- | ---------- | ---------------------------- |
| Africa          |                             | Clădirile C11 și C12 din Noua Capitală Administrativă                   | 160          | 28/28               | 2023 | Egipt      | Noua Capitală Administrativă |
| America de Nord |                             | Harbour Plaza Residences                                                | 237          | 70/66               | 2017 | Canada     | Toronto                      |
| America de Sud  |                             | Yachthouse Residence Club                                               | 295          | 81/81               | 2019 | Brazilia   | Balneário Camboriú           |
| Antarctica      |                             | Long Duration Balloon Payload Preparation Buildings                     | 15           |                     | 2005 | Antarctica | Stația McMurdo               |
| Asia            |                             | Petronas Twin Towers (în malaieză Menara Berkembar Petronas)            | 451,9        | 88/88               | 1996 | Malaysia   | Kuala Lumpur                 |
| Europa          |                             | Orașul capitalelor (în rusă Город столиц, transliterat: Gorod stoliț)   | 301          | 76/65               | 2009 | Rusia      | Moscova                      |
| Oceania         | Queens Wharf Brisbane 1.jpg | Turnurile Queen's Wharf 2 și 3 (în engleză Queen's Wharf Tower 2 and 3) | 101          | 26/26               | 2023 | Australia  | Brisbane                     |